# Хорунжий Володимир Анатолійович
Володимир Анатолійович Хорунжий (нар. 19 вересня 1949, Кіровоград) — український музикант у жанрі джазу, композитор та кінопродюсер. Генеральний продюсер продакшн-студії «inQ». Син українського письменника Анатолія Хорунжого.

## Життєпис
Володимир Хорунжий народився 19 вересня 1949 року в Кіровограді, через два з половиною роки батьки перевезли його до Києва. Навчався у музичній школі імені М.Лисенка, згодом — у Київській консерваторії. Виступав на джазових фестивалях у Донецьку, Таллінні, Москві. З 1971 до 1977 року він писав музику до кіно, вперше — до мультфільму «Весела компанія». З 1975 р. керував естрадно-симфонічним оркестром Держтелерадіо України. Був продюсером і аранжував пісні для С.Ротару, В.Івасюка, Д.Тухманова, І. Шамо та багатьох інших.
1981-го емігрував до США. Там співпрацював як професійний оркеструвальник із Джеррі Ґолдсмітом. Написав музику до більш ніж 40 голлівудських кінофільмів та телесеріалів: «Ланґольєри», «Повернення живих мерців» (2-а частина), «Діти кукурудзи 666» (всі за Стівеном Кінгом), телесеріал «Санта Барбара» тощо.
З 1991 р. займається продюсуванням кіно та телесеріалів. 1991 — у Лос-Анджелесі продюсував кінокомедію «Нерви на межі» (за участі: Джим Керрі, Кірстен Данст, Стів Одекерк). У його доробку як американського кінопродюсера — фільми «Священний вантаж», «Гаряче місто», «Лорд Захисник», телесеріал «Майк, Лу і Оґ», анімаційні фільми.
2006 — повернувся в Україну, де продюсував фільми «Оранжлав» (2007), «13 місяців» (2008), «Закохані в Київ» (2011), «Синевир» (2014).
2009 року заснував кінопродакшн-студію «inQ».
З 2018 р. займається випуском музичних цифрових альбомів для найбільшого агрегатора в Інтернеті «The Orchard».
Продовжує композиторську діяльність.